# Сагіно (Техас)
Сагіно (англ. Saginaw) — місто (англ. city) в США, в окрузі Таррант штату Техас. Населення — 23 890 осіб (2020).

## Географія
Сагіно розташоване за координатами 32°51′56″ пн. ш. 97°21′55″ зх. д. / 32.86556° пн. ш. 97.36528° зх. д. (32.865564, -97.365207).  За даними Бюро перепису населення США в 2010 році місто мало площу 19,59 км², з яких 19,58 км² — суходіл та 0,01 км² — водойми.

## Демографія
Згідно з переписом 2010 року, у місті мешкало 19 806 осіб у 6546 домогосподарствах у складі 5266 родин. Густота населення становила 1011 осіб/км².  Було 6820 помешкань (348/км²).
Расовий склад населення:
| - 83,0 % — білих - 4,3 % — чорних або афроамериканців - 1,8 % — азіатів - 0,8 % — корінних американців - 0,1 % — вихідців з тихоокеанських островів - 7,1 % — осіб інших рас |

До двох чи більше рас належало 2,9 %. Частка іспаномовних становила 23,6 % від усіх жителів.
За віковим діапазоном населення розподілялося таким чином: 31,3 % — особи молодші 18 років, 61,9 % — особи у віці 18—64 років, 6,8 % — особи у віці 65 років та старші. Медіана віку мешканця становила 33,1 року. На 100 осіб жіночої статі у місті припадало 96,9 чоловіків;  на 100 жінок у віці від 18 років та старших — 94,9 чоловіків також старших 18 років.
Середній дохід на одне домашнє господарство  становив 85 029 доларів США (медіана — 74 903), а середній дохід на одну сім'ю — 92 073 долари (медіана — 80 919). Медіана доходів становила 52 083 долари для чоловіків та 41 586 доларів для жінок. За межею бідності перебувало 7,5 % осіб, у тому числі 10,3 % дітей у віці до 18 років та 9,6 % осіб у віці 65 років та старших.
Цивільне працевлаштоване населення становило 10 406 осіб. Основні галузі зайнятості: освіта, охорона здоров'я та соціальна допомога — 17,9 %, роздрібна торгівля — 13,2 %, виробництво — 10,6 %, транспорт — 10,1 %.